# Ластовки (Брестская область)
Ла́стовки (бел. Ластаўкі) — деревня в Кобринском районе Брестской области Белоруссии. Входит в состав Тевельского сельсовета.
По данным на 1 января 2016 года население составило 82 человека в 35 домохозяйствах.

## География
Деревня расположена в 12 км к северо-западу от города и станции Кобрин, 4 км к юго-востоку от остановочного пункта Столпы и в 45 км к востоку от Бреста.
На 2012 год площадь населённого пункта составила 0,38 км² (38 га).

## История
Населённый пункт известен с 1563 года. В разное время население составляло:
- 1999 год: 48 хозяйств, 124 человека;
- 2005 год: 41 хозяйство, 103 человека;
- 2009 год: 97 человек;
- 2016 год[2]: 35 хозяйств, 82 человека;
- 2019 год[1]: 64 человека.